# Capriccio (malířství)

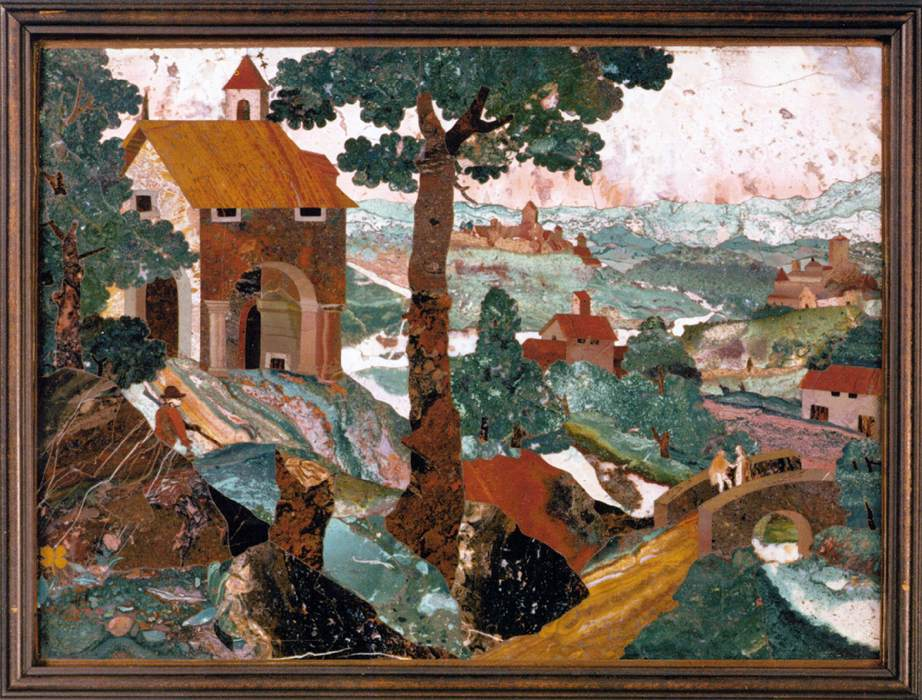
Cosimo Castrucci: Krajina s kaplí a můstkem, florentská mozaika, Praha kolem 1600, z Kunstkomory císaře Rudolfa II., Kunsthistorisches Museum ve Vídni

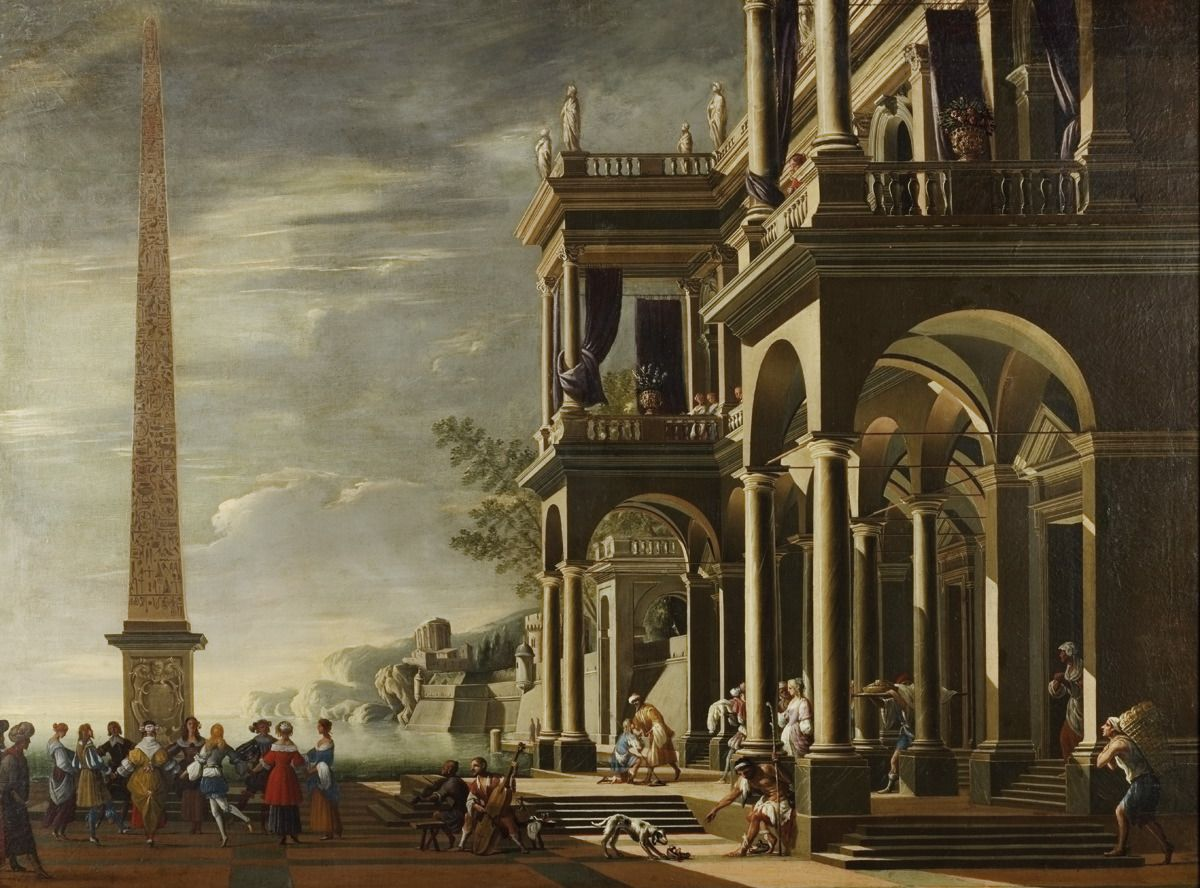
Capriccio s taneční slavností u egyptského obelisku, maloval Alessandro Salucci (připsáno; 1640–1660)

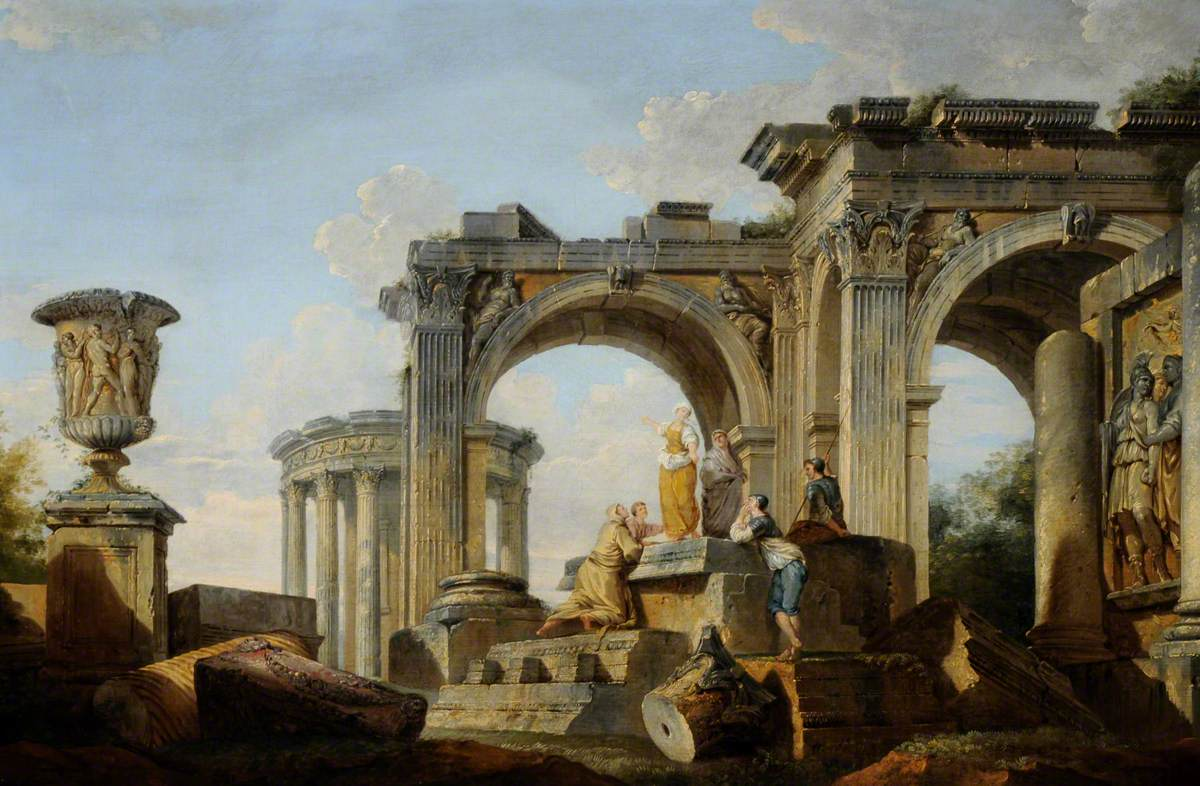
Capriccio s římskými ruinami, Giovanni Paolo Panini (1691–1765)

Capriccio (italská výslovnost: [kapˈrit.t͡ʃo]) znamená ve výtvarném umění, zejména v malbě, florentské mozaice, kresbě a rytině architektonickou fantazii, která spojuje budovy, archeologické ruiny, další stavební prvky a krajinné scenérie do fiktivních, někdy fantaskních kombinací, v popředí může být figurální stafáž v podobě postav, prchajících jezdců. Styl capriccio spadá pod obecnější pojmy krajinomalba. Termín je používán pro různé výtvarné obory s prvkem fantasy (jako capriccio v hudbě). Tento výtvarný žánr se objevil v renesanci, zejména oblíbený byl v manýrismu a v baroku, přetrval do období romantismu.

## Historie
Předchůdce tohoto žánru obrazů lze nalézt v italském malířství ze 16. století, v němž tvořily kvadraturu, architektonickou kulisu kompozic velkoformátových fresek a nástropních dekorací s figurálními výjevy. V umění 17. století se staly samostatnými náměty pro obrazy.
K prvním mystifikátorům patřili výtvarníci na dvoře císaře Rudolfa II.  
Mezi první malíře, kteří pracovali tímto stylem v Římě kolem poloviny 17. století, patřili Alessandro Salucci a Viviano Codazzi. Představují dva odlišné přístupy k žánru: Codazzi byl ve svých obrazech realističtější, Salucci ve svém přístupu projevil větší kreativitu a svobodu. Uspořádal římské památky tak, aby odpovídaly jeho kompozičním cílům. Fresky Agostina Tassiho a obrazy měst Clauda Lorraina a Hermana van Swanevelta, které viděl v Římě, možná Viviana Codazziho inspirovaly k tvorbě ve stylu capricci.

## Další mistři capriccia
- Malíř Giovanni Paolo Pannini (1691–1765).
- Rytec Giovanni Antonio Canal (lepty).
- Charles Robert Cockerell: obraz Pocta siru Christopheru Wrenovi (A Tribute to Sir Christopher Wren)
- Joseph Gandy: Sen profesora (A Professor's Dream)
- Carl Laubin namaloval řadu moderních capricc.
- Bernardo Bellotto bývá považován za dokumentaristu soudobých měst, ale  maloval také capriccia
- Francisco Goya vytvořil sérii osmdesáti tisků Los Caprichos (Rozmary). Poslední skupina tisků v jeho sérii The Disasters of War (Katastrofy války), kterou nazval „caprichos enfáticos“ („důrazné rozmary“), je daleko od ducha veselé fantazie, kterou tento termín obvykle naznačuje.